# Franciscus Sylvius
Franciscus Sylvius (1614–1672), también conocido como Franz de le Boë, fue un médico anatomista y científico. Nació en Hanau, Alemania, pero trabajó y murió en Holanda. En 1658 fue nombrado profesor de medicina en la Universidad de Leiden, cargo por el que cobraba 1800 florines, el doble del sueldo habitual.

## Obra
Fue nombrado Vicerrector de la Universidad en 1669 y fundó la Escuela Iatroquímica de Medicina, de acuerdo con su creencia de que todos los procesos vitales y las enfermedades se basaban en reacciones químicas. Esta escuela de pensamiento intentaba comprender la medicina en términos de reglas universales físico-químicas. Silvio también introdujo el concepto de «afinidad química» como un modo de comprender los mecanismos electrolíticos del cuerpo humano y contribuyó enormemente al estudio de la digestión y de los fluidos orgánicos. Su obra más destacada es Praxeos medicae idea nova (Nueva idea en la práctica de la medicina), de 1671. Sus obras completas fueron publicadas en 1671. Fue uno de los primeros defensores del sistema circulatorio sanguíneo en Holanda. y entre unos de sus grandes aportes se dice que descubrió la ginebra, pero se comenta que pudo haberse originado en Italia un siglo antes.
Investigó la estructura del cerebro humano y descubrió la cisura cerebral que lleva su nombre (cisura de Silvio).